# Баррі (тропічний шторм, 2025)
Тропічний шторм «Баррі» (англ. Tropical Storm Barry) – короткочасний і погано організований тропічний циклон, який спричинив значні повені на південному-сході Мексики та Техасі. Другий шторм сезону атлантичних ураганів 2025 року.
Через шторм було оголошено попередженя про тропічний шторм для деяких частин східного узбережжя Мексики. Через його залишки сталися повені по всій Мексиці, а також у Центральній Америці та Сполучених Штатах, що призвело до загибелі щонайменше 30 осіб та збитків на суму щонайменше 3,7 мільйона доларів США.

## Метеорологічна історія

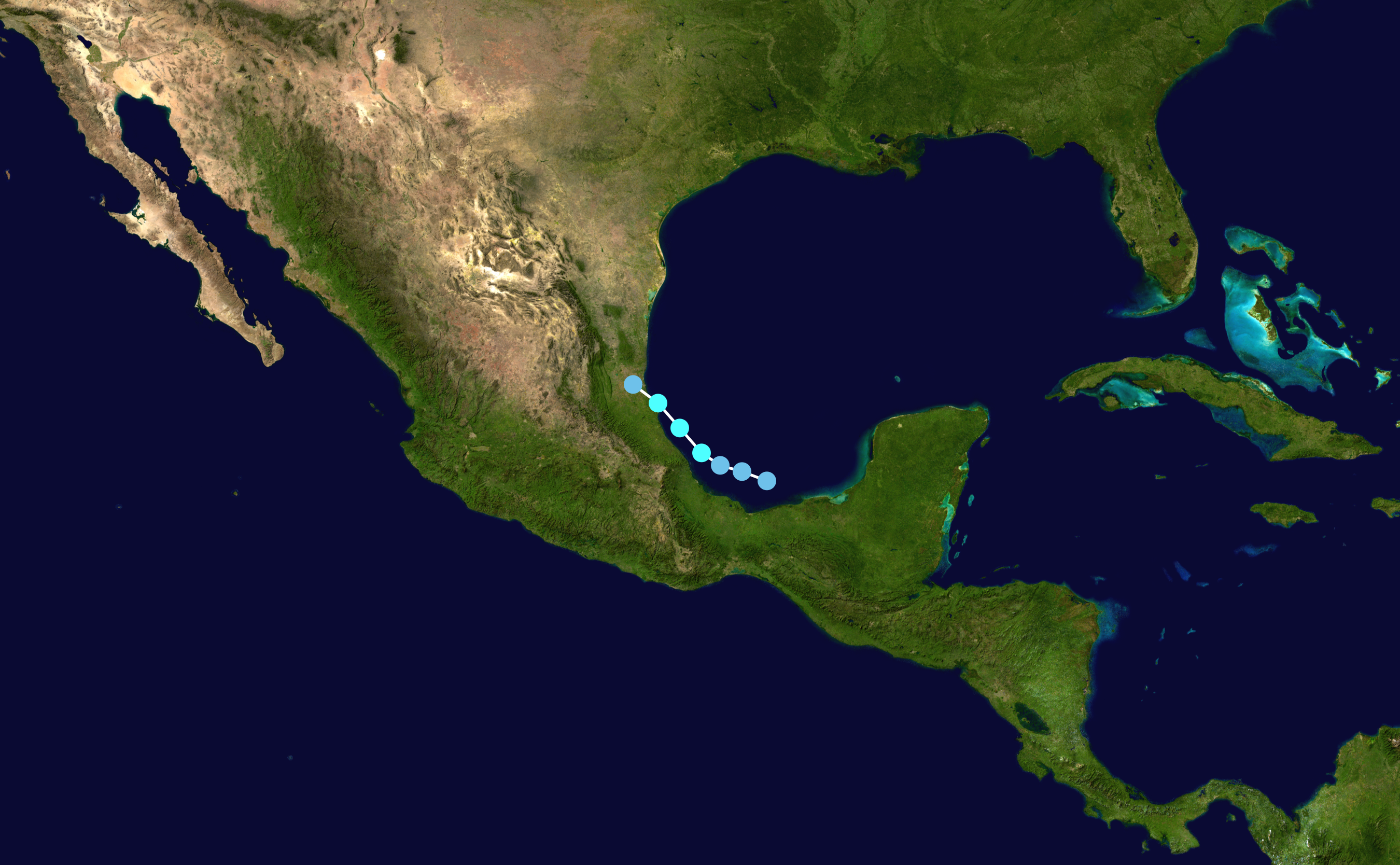
Карта шляху і інтенсивності Тропічного шторму Баррі за шкалою Саффіра-Сімпсона

27 червня над півостровом Юкатан утворилася широка область низького тиску. Наступного ранку, коли область увійшла в затоку Кампече, почала розвиватися чітко виражена поверхнева циркуляція; також, його зливова та грозова активність почала демонструвати ознаки організації. Температура поверхні моря сприяла розвитку і становила 29 °C (84 °F). Ця тенденція продовжилася, що призвело до формування Тропічної депресії №2 того ж дня. Система перетворилася на тропічний шторм Баррі вранці 29 червня, приблизно за 140 км на східно-південний схід від Туспана, штат Веракрус. Шторм рухався на північний-захід, керований стаціонарним хребтом низького та середнього рівня в центральній частині затоки. Баррі не міг стати дуже інтенсивним через високий зсув вітру зі швидкістю 40–48 км/год (25–30 миль на годину). Того ж вечора Баррі вийшов на берег на південь від Тампіко, штат Тамауліпас, і ослаб до тропічної депресії.

### В іншому місці

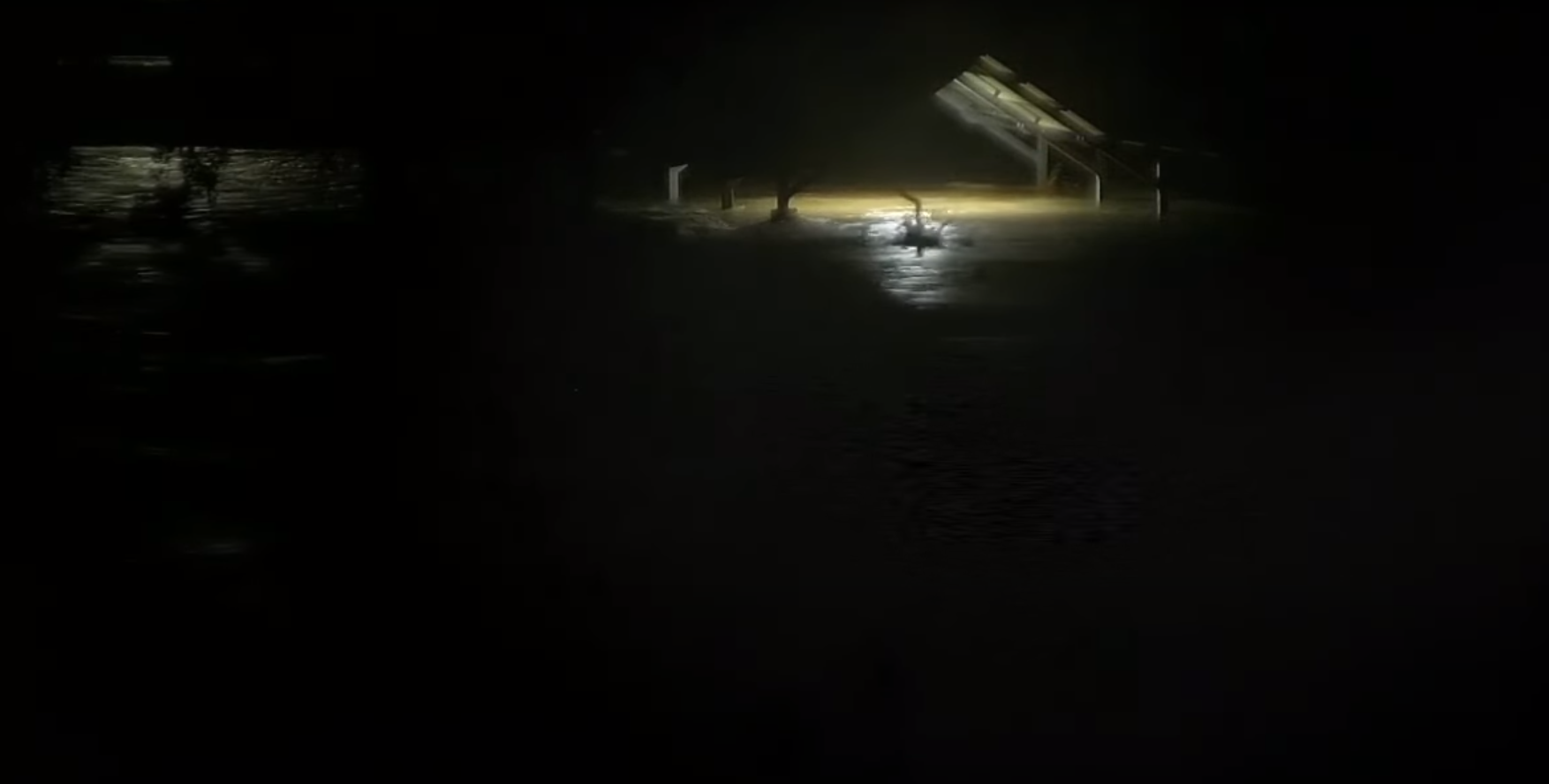
Масштабна повінь у Керрвіллі